# Flor de caballerías
Flor de caballerías es un libro de caballerías español, obra de Francisco de Barahona, que narra las aventuras del príncipe Belinflor de Grecia. No llegó a imprimirse en vida de su autor. Su manuscrito se conserva en la Real Biblioteca de Madrid y está fechado en Granada en 1599.
Fue publicado de nuevo en 1997 en Alcalá de Henares por el Centro de Estudios Cervantinos, en una esmerada edición preparada por el especialista José Manuel Lucía Megías.
- Datos: Q5862659